# Jrambe
Jrambe is een bestuurslaag in het regentschap Mojokerto van de provincie Oost-Java, Indonesië. Jrambe telt 2356 inwoners (volkstelling 2010).